# Kása Dávid
Kása Dávid (Ákos, 1951. január 27.) erdélyi magyar szobrász.

## Életpályája
1968-ban költözött Nagybányára, ahol a középiskolát végezte. A középiskola alatt és utána Véső Ágoston rajztanártól és festőművésztől rajzot, grafikát és festészetet tanult. 1980-tól a Nagybányai Művésztelepen Kondrák Károly szobrásztól  tanulta a szobrászatot. Itt a közös műtermükben húsz éven át (1980–2000) szobrászként dolgozott. 

## Művészete
Alkotásai elsősorban kőből készülnek, ezzel kapcsolódik a nagybányai hagyományokhoz. Leginkább a márványt, a kőnek egyik legnemesebb és legigényesebb fajtáját kedveli. Rendszeresen részt vesz a nagybányai művészek közös tárlatain.

### Válogatott csoportos kiállítások
- 1992 • A mai nagybányai művészet, Budapest
- 1994 • Romániai magyar képzőművészek közös tárlata, Marosvásárhely
- 1995 • Erdélyi Kortárs Képzőművészeti kiállítás, Magyar Képzőművészek és Iparművészek Társasága • 100xSzépművészet kiállítás, Kultúrpalota, Marosvásárhely • A hit parancsai, Csomakőrös
- 1996 • A magunk keresése, Csomakőrös • Tisztelgés a Honfoglalás 1100. évfordulója előtt, Budapest
- 1997 • A fa, Csomakőrös

### Válogatott egyéni kiállításai
- 2014 • Sárospatak, Urbán György kiállítóterem • Újpest Galéria
- 2015 • Paks, Csengei Dénes Kulturális Központ • Ózd, Olvasó Galéria
- 2018 • Sárospatak, Szent Erzsébet Ház

## Tagságok
- Barabás Miklós Céh
- Magyar Képzőművészek és Iparművészek Társasága